# Gobierno griego en el exilio
El Gobierno griego en el exilio, reconocido por los Aliados, escapó del país en mayo de 1941 durante la derrota ante el Eje en la invasión de Grecia. Regresó al país en el invierno de 1944, tras la evacuación del territorio griego por las fuerzas alemanas.

## Antecedentes
Al estallar la Segunda Guerra Mundial, el dictador griego Ioannis Metaxás, a pesar de su admiración por las potencias fascistas, decidió mantener la neutralidad del país en el enfrentamiento, con cierto favor hacia Gran Bretaña, principal potencia en los asuntos del país. El rey, de quién dependía en gran parte la autoridad de Metaxas, también era firmemente filobritánico.
A pesar de los esfuerzos de Metaxas por no participar en la contienda, Mussolini invadió el país en octubre de 1940, sufriendo una rápida derrota que obligó a las unidades italianas a replegarse a Albania. El apoyo británico, limitado a una cierta cantidad de aviones a pesar de la garantía Aliada de abril de 1939, no era deseado por Metaxas, que temía provocar la intervención alemana si tropas de tierra desembarcaban en suelo griego. A finales de enero de 1941, ante la clara intención alemana de intervenir y la muerte de Metaxas, el nuevo Gobierno griego se mostró dispuesto a aceptar finalmente las unidades británicas ofrecidas.
Siendo estas insuficientes y desplegándose tardía e incorrectamente por un malentendido entre británicos y griegos a finales de febrero, no lograron detener el ataque alemán, desencadenado simultáneamente a la invasión de Yugoslavia el 6 de abril de 1941. El posterior intento de mantener el control de Creta fue también vano. A finales de mayo toda Grecia había quedado bajo ocupación conjunta de Alemania, Italia y Bulgaria.
El rey Jorge II de Grecia y su Gobierno, presidido por el republicano Emmanouil Tsouderos desde el 21 de abril de 1941 tras el suicidio de su predecesor Alexandros Korizis, partieron al exilio, pasando a Egipto.

## El gobierno de Tsouderos
Tras pasar por Sudáfrica el Gobierno se trasladó a Londres en septiembre de 1941. El gabinete, formado apresuradamente los últimos días de la campaña militar, contenía a destacados antiguos ministros de la dictadura metaxista, como el encargado del aparato de seguridad del régimen, Maniadakis, Nikoludis, ministro de Prensa y responsable de la censura o Dimitratos, ministro de Trabajo.

Junto con el monarca y el Gobierno, partieron al exilio algunas unidades de las fuerzas armadas y a estas se le unieron como interlocutores las importantes comunidades griegas en Egipto, mayoritariamente venicelistas y hostiles al rey. Para tratar de congraciarse con estas algunos de los más destacados partidarios de Metaxas abandonaron el gobierno a comienzos de junio de 1941. El gesto no tuvo mucho éxito y los venicelistas siguieron desconfiando de los planes del primer ministro y del soberano. Los británicos tampoco estaban satisfechos con el ritmo de cambio en el gobierno y con la falta de garantías de un futuro constitucional.

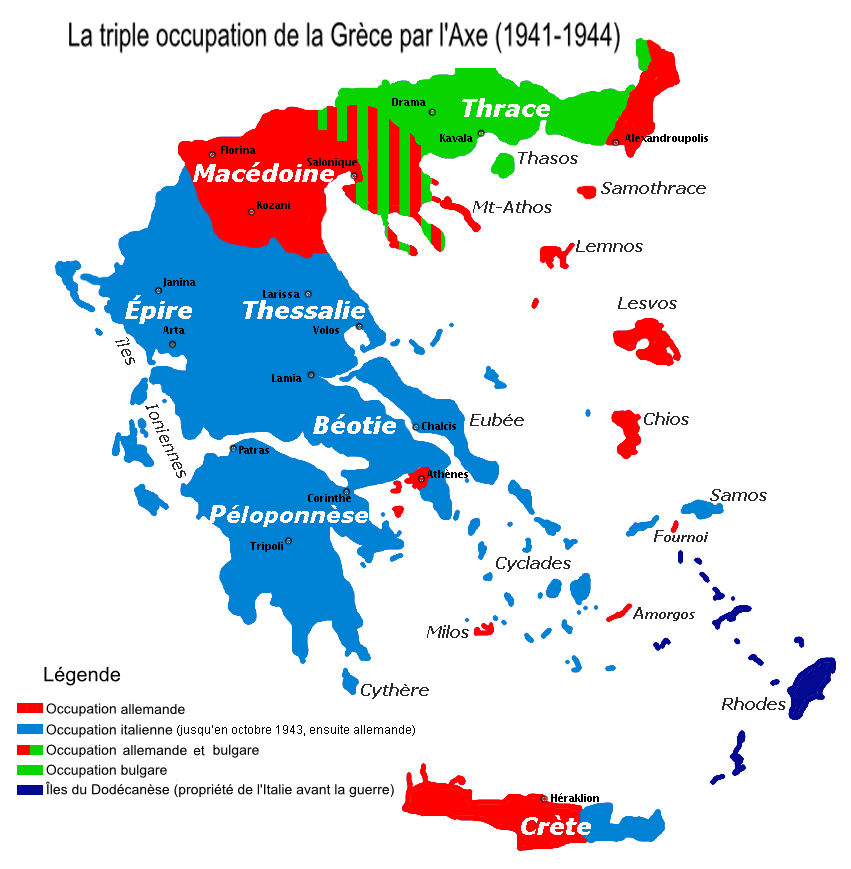
La triple ocupación de Grecia durante la WW2

Como gesto hacia los británicos, Tsouderos proclamó el fin del régimen metaxista el aniversario del ataque italiano a Grecia (28 de octubre de 1941). La lentitud en los cambios, sin embargo, además de disgustar a los británicos, reforzó a los republicanos.
A comienzos de febrero de 1942 el gabinete de Tsouderos abrogó otra parte de la legislación aprobada durante la dictadura y despidió a Dimitratos. En la primavera, la llegada desde Grecia de Panagiotis Kanellopulos, considerado uno de los futuros principales políticos de la posguerra, reforzó a Tsouderos, que lo convirtió en vice primer ministro y ministro de Defensa. Su nombramiento coincidió con la purga final de los más notables metaxistas del Gobierno.
Las relaciones entre el Gobierno griego y sus anfitriones británicos sufrieron debido principalmente a tres causas:
- El irredentismo griego, que deseaba cambios territoriales a su favor en las fronteras albanesa, yugoslava y búlgara, y la cesión de Chipre y del Dodecaneso, asuntos que los británicos no deseaban tratar durante la guerra.[9]
- La relación con los movimientos de resistencia que iban surgiendo en Grecia, en especial con el principal, EAM, controlado por el Partido Comunista Griego.[9] La importancia de estos era mayor para los mandos militares de la zona que para las autoridades griegas o el Foreign Office británico, que menospreciaban su relevancia.[10] Desconfiando de la seguridad en el Gobierno griego, los mandos británicos apenas le trasmitieron información sobre sus operaciones en el país.[10] Las quejas griegas fueron ignoradas.[10]
- La forma de Gobierno tras la liberación del país.[11] La monarquía y el propio soberano, probritánico y primo de Jorge VI contaban con las simpatías de las autoridades británicas.[12] La opinión general en Grecia, por el contrario, era cada vez más hostil a ambos y más favorable a la república.[12] En marzo de 1943 Churchill dio orden de respaldar firmemente al rey y a su Gobierno.[13]

La renuencia del monarca a declarar que no regresaría a Grecia sin un plebiscito previo aumentó el descontento de sus adversarios.

### La postura británica hacia Grecia
El Gobierno británico otorgaba gran importancia a la composición del Gobierno griego, considerando al país crucial para los intereses británicos y sus comunicaciones con Egipto, la India y las posesiones coloniales en Asia. La forma de gobierno preferida por los británicos para el país era la monarquía constitucional que, en su opinión, favorecería los intereses de Londres. Esto convirtió el regreso del rey Jorge a Grecia en una prioridad de la política de Winston Churchill. A pesar de la insistencia británica en el mantenimiento de un Gobierno en el exilio como fuente de legitimidad, su actitud hacia este era en general despectiva. La tendencia griega a la política partidista y a la división exasperaba a las autoridades británicas.

## El regreso a Egipto y la crisis con la resistencia
En marzo de 1943 el monarca y su Gobierno regresaron a El Cairo. El traslado se debió a un problema de disciplina entre las tropas griegas acantonadas en la zona, entre las que se extendía el disgusto por la postura real. A consecuencia de la crisis varios venicelistas entraron en el Gobierno. El gabinete quedó formado prácticamente por venicelistas, poco cercanos al monarca, y mientras los políticos que habían permanecido en Grecia continuaban presionando al rey para que aceptase no regresar sin una votación nacional previa que aprobase su vuelta.
Ante la presión creciente el monarca publicó un comunicado en vagos términos el 4 de julio de 1943 expresando su respeto por la opinión popular en el asunto de la constitución y prometiendo elecciones en menos de 6 meses tras la liberación, lo que no calmó a sus críticos.
En agosto, la llegada, inesperada para el Gobierno, de algunos destacados delegados de los movimientos de la resistencia griega a El Cairo, precipitó una crisis gubernamental. La llegada de un notable político desde Atenas reunió en Egipto a las distintas partes implicadas en el futuro de Grecia: los exiliados, los políticos de la capital y las fuerzas resistentes. El Foreign Office, sin embargo, se opuso a aprovechar la oportunidad para formar un Gobierno de coalición que, desde su punto de vista, hubiese sido «claramente republicano, si no comunista».
Los representantes de las guerrillas, el de los políticos atenienses y más tarde el propio Gobierno solicitaron abiertamente al rey no regresar sin la aquiescencia popular, mientras el monarca trataba de recabar el apoyo de Churchill y el de Franklin D. Roosevelt para no ceder a la petición. El intento de los británicos de devolver a los delegados de la resistencia precipitadamente a Grecia emponzoñó aún más la crisis. Estos respondieron exigiendo entrar en el gobierno y obtener la carteras de Interior, Justicia y Defensa, perdiendo el respaldo de Tsouderos, que vio esta demanda como una amenaza a su autoridad. Mientras, el monarca había obtenido el respaldo de Roosevelt y Churchill para oponerse a condicionar su regreso a un plebiscito. En septiembre los delegados guerrilleros regresaron a Grecia, muy descontentos y sospechando que los británicos albergaban planes para imponer la vuelta del soberano incluso por la fuerza.
Poco después estallaba la guerra civil entre las guerrillas griegas y los británicos suspendieron su ayuda a ELAS y trataron de ganar apoyos a para su protegido, Napoleón Zervas, caudillo de EDES, la guerrilla más probritánica. Sus intentos de reforzar a los anticomunistas con una declaración real sobre el regreso del monarca tras la liberación, sin embargo, fracasaron por la obstinación de este.
Tras lograrse un precario alto el fuego entre las facciones resistentes en febrero de 1944 EAM dio un nuevo golpe de efecto creando en marzo el "Comité Político de Liberación Nacional" (PEEA), un organismo para administrar el territorio liberado de la ocupación germana. A pesar de no declararse como nuevo Gobierno, el Comité era una clara amenaza para la autoridad del Gobierno exiliado.
La formación del Comité llevó a los numerosos partidarios de EAM en las fuerzas armadas en Oriente Próximo a exigir la formación de un nuevo Gobierno de unidad basado en él, que se llevaron al amotinamiento de algunas de las tropas. A pesar de la decisión de Churchill de aplastar las revueltas, esto no se logró sin causar una gravísima crisis de gobierno. Tsouderos dimitió y Sofoklis Venizelos le sucedió brevemente al frente del ejecutivo. El 26 de abril de 1944, apenas doce días después de su nombramiento y de haber mostrado su incapacidad para solucionar la crisis, le sustituyó Georgios Papandreu, recién llegado de Grecia.

## La crisis de abril de 1944 y la injerencia británica
A partir de la crisis en el Gobierno y en las fuerzas armadas en el exilio en abril de 1944, los británicos, con la anuencia de los políticos griegos anticomunistas, comenzaron a intervenir abiertamente en la política griega, injerencia que continuó hasta el relevo estadounidense en los asuntos griegos en marzo de 1947. Los británicos relevaron a los gabinetes griegos a voluntad.
EAM condenó los motines y acudió a la conferencia del Líbano, de la que surgió un nuevo gabinete de coalición el 20 de mayo de 1944 y un acuerdo que establecía la autoridad del nuevo Gobierno sobre las guerrillas. Apenas 5 de los 20 ministerios quedaban reservados para EAM. El comité central, sin embargo, rechazó las concesiones hechas por sus delegados y aumentó sus exigencias. Papandreu rechazó estas y las conversaciones se estancaron.
Para entonces un nuevo hecho cambió el panorama político: el acuerdo entre Churchill y Stalin para repartirse las zonas de influencia en los Balcanes, que otorgaba Grecia a los británicos a cambio del control soviético de Rumanía, alcanzado en octubre de 1944. Aunque no hay pruebas firmes, se sospecha que el acuerdo, que había comenzado a negociarse en abril, fue filtrado a EAM por los soviéticos y causó la moderación de la postura de este a finales de julio de 1944, y su posterior ingreso en el Gobierno. El pacto, en cualquier caso, permitió que un Gobierno desmoralizado y con escaso apoyo entre la población se hiciese con el poder poco después, gracias a la pasividad de Stalin acordada con el primer ministro británico.
En septiembre de 1944 seis ministros elegidos por EAM entraron en el gabinete de Papandreu. El 26 de septiembre de 1944 los comandantes de EDES y ELAS se comprometían en Caserta a someter sus unidades al Gobierno, que las entregó al control del mando Aliado en la región, encabezado por el teniente general británico Ronald Scobie.

## El regreso a Grecia
El Gobierno regresó al país tras la evacuación alemana, apoyado por tropas británicas, el 18 de octubre de 1944. Estas debían respaldar la autoridad del gabinete, incluso con el uso de la fuerza. La disposición de Churchill de abandonar a su suerte a los gobiernos polaco y yugoslavo al final de la guerra reforzó su decisión de mantener un Gobierno no comunista en Grecia.
A pesar del teórico reconocimiento general del Gobierno por todas las partes significativas de la política griega, en menos de dos meses Papandreu y sus ministros se encontraban inmersos en la segunda fase de la guerra civil griega, que comenzó con la insurrección comunista de diciembre de 1944.